# Государственный архив Северной Македонии
Государственный архив Северной Македонии — национальный архив Северной Македонии, расположенный в Скопье.

## История
До своего основания в 1946 году архивы находились в архиве Сербии с 1926 по 1941 год. 3 мая 1945 года Народно-освободительная армия Македонии приняла решение о том, что архивное собрание будет храниться в библиотеке Святого Климента Охридского. Однако коллекция так и не была передана в библиотеку, и 31 мая 1946 года был основан Государственный архив Северной Македонии.
После создания Государственного архива сразу же началась работа по созданию общенациональной сети архивов в югославской Македонии. Региональные учреждения созданы в городах Битола, Куманово, Охрид, Прилеп, Скопье, Струмица, Тетово, Велес и Штип.
Государственный архив Северной Македонии имеет лабораторию по реставрации, а также лабораторию микрофильмов. Новые помещения эксплуатируются с 1969 года, а офис Архива находятся в центре Скопье, в здании, где также располагается Археологический музей (Скопье) и Конституционный суд. В 2015 году в Архиве работало 298 человек.